# بي (أسطورة)
بي (بالإنجليزية: Pie)‏ واحد من اللو loa في هاواي المسؤول على إحداث الطوفان.